# 34 Circe
34 Circe è un grande asteroide molto scuro della fascia principale.
Circe fu scoperto da Jean Chacornac il 6 aprile 1855 all'osservatorio astronomico di Parigi (Francia) e battezzato così in onore di Circe, una dea della mitologia greca citata nell'Odissea.